# Hoplia brunnipes
Hoplia brunnipes – gatunek chrząszcza z rodziny poświętnikowatych i podrodziny chrabąszczowatych. Zamieszkuje Europę.

## Taksonomia
Gatunek ten opisany został po raz pierwszy w 1812 roku przez Franca Andreę Bonelliego.

## Morfologia
Chrząszcz o owalnym w zarysie ciele długości od 5 do 6,5 mm i czerwonawobrunatnym do czarnobrązowego ubarwieniu. Powierzchnia głowy, przedplecza i pokryw porośnięta jest krótkim i rzadkim owłosieniem oraz mocno rozproszonymi, włosowatymi, żółtymi lub żółtosrebrzystymi, przylegającymi łuskami, u starszych okazów często prawie całkiem powycieranymi. Na propygidium, pygidium i stenitach odwłoka występują takie same łuski, ale rozmieszczone nieco gęściej, rozstawione na dystanse równe około trzykrotności ich szerokości. Nadustek jest na przedzie prosty i uniesiony. Czułki buduje dziewięć członów. Przedplecze jest w zarysie najszersze za środkiem długości, ku przodowi zwężające się mocniej niż ku tyłowi. Powierzchnia jego ma słabo zaznaczone, nierównomiernie rozmieszczone punktowanie. Prawie matowe pokrywy są podobnie punktowane. Odnóża u samca mają lepiej rozwinięte wyrostki na szczycie tylnej pary goleni i nieco tęższe pazurki niż u samicy. Golenie przedniej pary mają na zewnętrznej krawędzi dwa zęby, z których górny skierowany jest ku przodowi i mniej lub bardziej równoległy do wierzchołkowego. Stopy przedniej i środkowej pary mają pazurki zewnętrzne nierozszczepione, małe, cienkie i ściśle przylegające do dużych pazurków wewnętrznych. Stopy przedniej pary osadzone są na wysokości szczytu górnego ząbka zewnętrznego goleni. Pazurki tylnych stóp są nierozszczepione i mają na stronie grzbietowo-wewnętrznej rowek zaznaczony słabo również u szczytu.

## Ekologia i występowanie
Owad rzadko spotykany, o słabo zbadanych preferencjach ekologicznych.
Gatunek palearktyczny, europejski, głównie północnośródziemnomorski, znany z Francji, Szwajcarii, Austrii, Włoch, Bułgarii, Słowenii, Bośni i Hercegowiny, Serbii, Grecji i Turcji. W Polsce stwierdzony został jednokrotnie w I połowie XX wieku w okolicach Olkusza, jednak doniesienie to budzi wątpliwości co do poprawności oznaczenia.